# 阿费泰斯

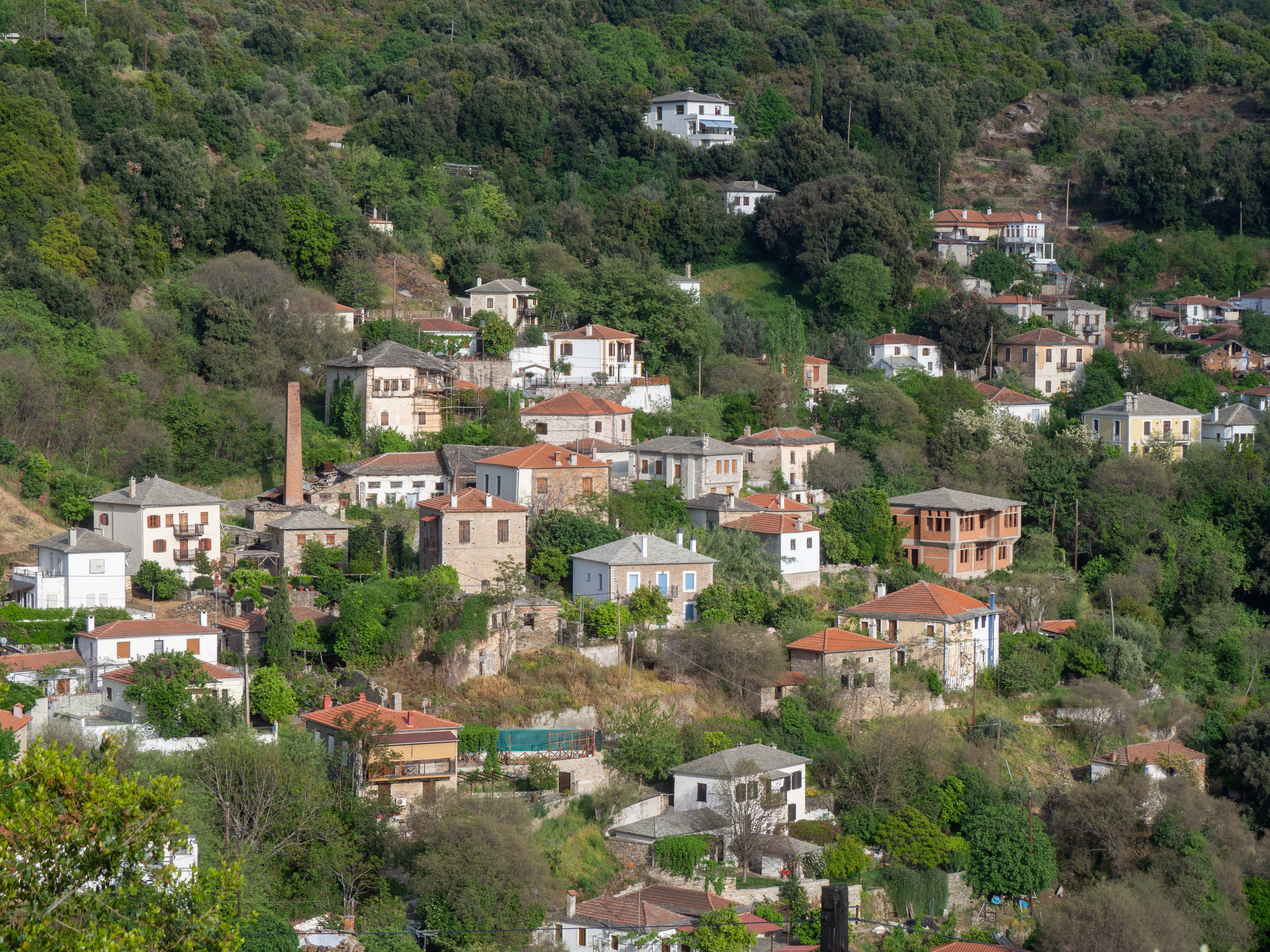
阿费泰斯

阿费泰斯（希臘語：Αφέτες）是希腊色萨利大区马格尼西亚专区南皮利翁市镇的市区及村庄。市区面积为80.744平方公里，2021年人口数量为1,255人，而阿费泰斯村本身的人口数量则为221人。
阿费泰斯原为单独的市镇，2011年希腊地方政府改革中与其他市镇一起合并为南皮利翁市镇，并成为该市镇的一个市区。阿费泰斯位于皮利翁半岛上，帕加西蒂科斯湾两公里、沃洛斯东南23公里处。

## 人口数据
| 年份 | 同名市区 | 同名社区 |
| ---- | -------- | -------- |
| 1991 | 2,091    | -        |
| 2001 | 1,838    | 252      |
| 2011 | 1,746    | 341      |
| 2021 | 1,255    | 221      |